# حمید یزدان‌پناه
حمید یزدان‌پناه (۱۳۹۵–۱۳۲۸) شاعر، مترجم و عضو هیئت دبیران کانون نویسندگان ایران بود.

## زندگی‌نامه
متولد ۱۳۲۸ یا ۱۳۳۱ در آبادان - دارای مدرک کارشناسی ترجمه زبان انگلیسی بود.
یزدان‌پناه مترجمی فعال و پرکار بود و آثار بسیاری از نویسندگان برجستهٔ جهان از جمله میگل آنخل استوریاس، جویس کارول اوتس، جان مکسول کوئتزه و ماریو بارگاس یوسا را به فارسی درآورد
حمید یزدان‌پناه دو مجموعه از شعرهای خود را نیز با عنوان‌های «ماه در کوچه» و «خاتون خیابان شصت و شش» منتشر کرده بود.

## درگذشت
روز بعدازظهر روز پنج‌شنبه یازدهم شهریور ۱۳۹۵ در منزل خود در اثر سکته مغزی درگذشت.

## آثار
- «طلاق مشروط» (هاجین، نویسنده چینی)
- رمان «کوچه بن‌بست» (آیریس یوهانسن)
- «وقتی آدمی‌زاد می‌خوابد» (کورت ونه‌گات)
- «باد سهمگین» (میگل آنخل آستوریاس)
- «یادداشت‌های سالِ بد» (جان مکسول کوتسی)
- «جانورها» (جویس کارول اوتس)